# خرشنة
الخرشنة، وتسمى أيضاً خُطَّاف البحر (الاسم العلمي: Sterna)، هي جنس من الطيور يتبع فصيلة النورسية من الرتبة الزقزاقيات. قريبة الشبه بالنورس أو الخطَّاف. تتميز بأثوابها البلقاء اللون وبأذنابها المستطيلة الفرقاء.

## معرض الصور

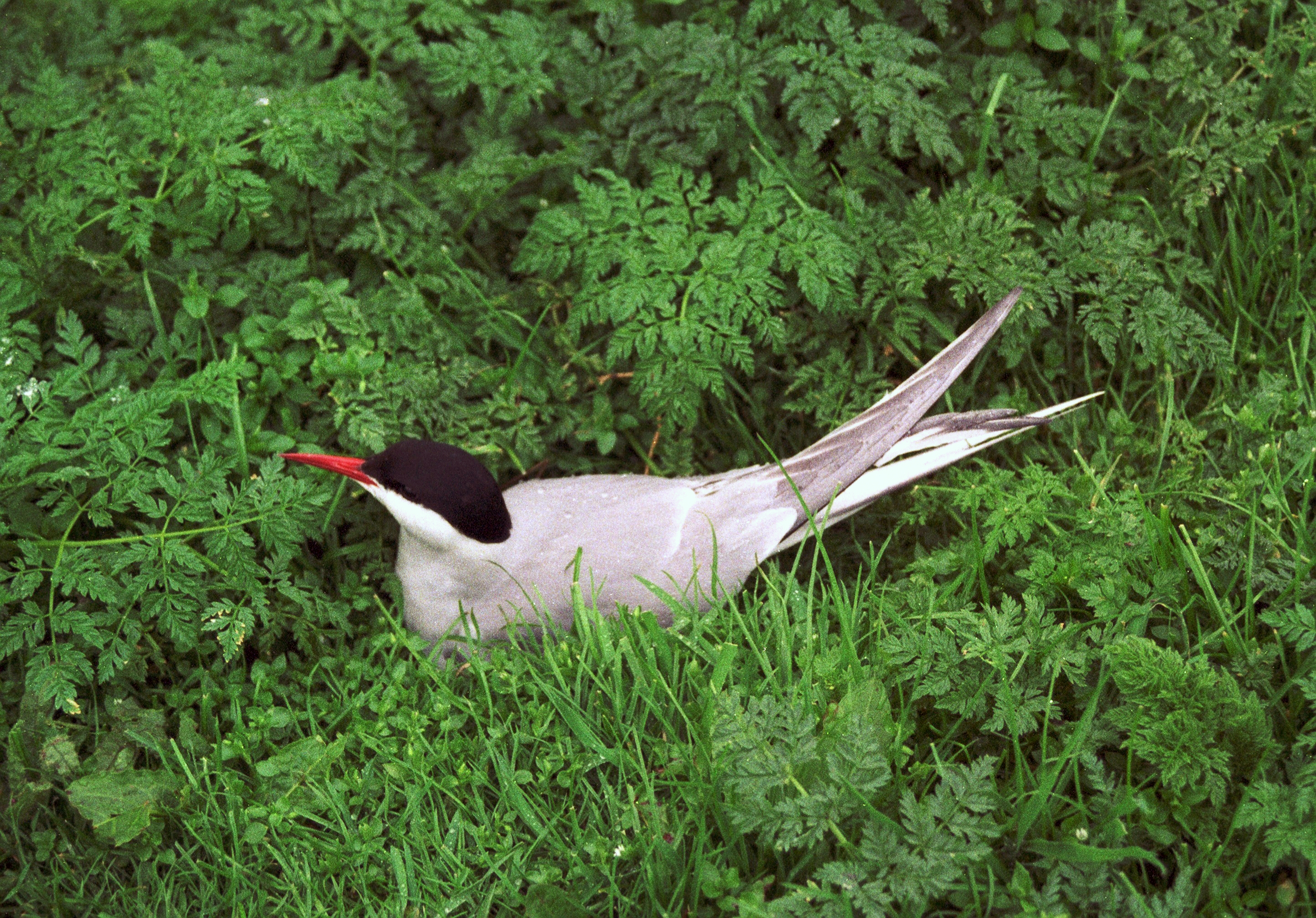
Arctic Tern.
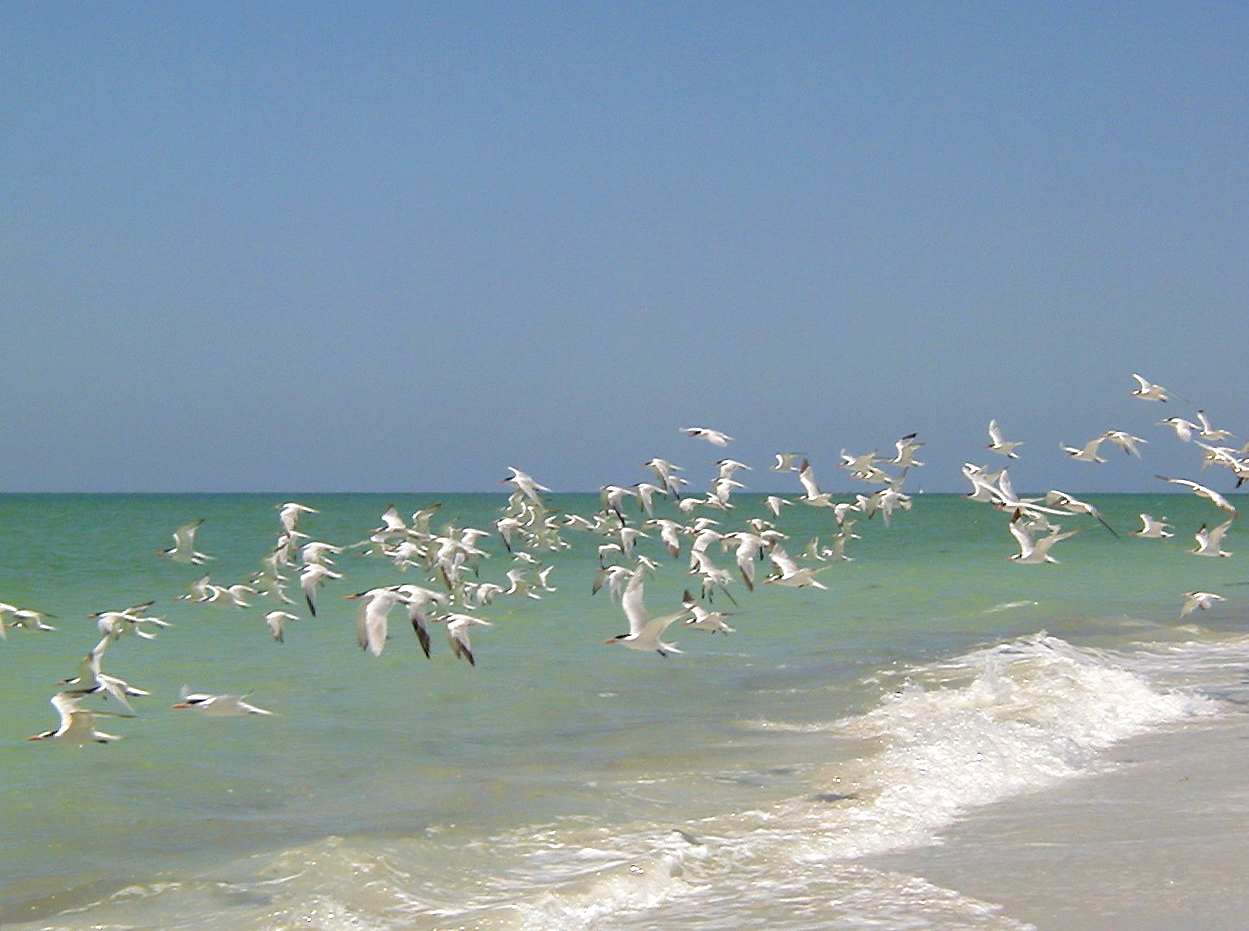
سرب من طائر الخرشنة الملكية في فلوريدا,الولايات المتحدة الأمريكية.
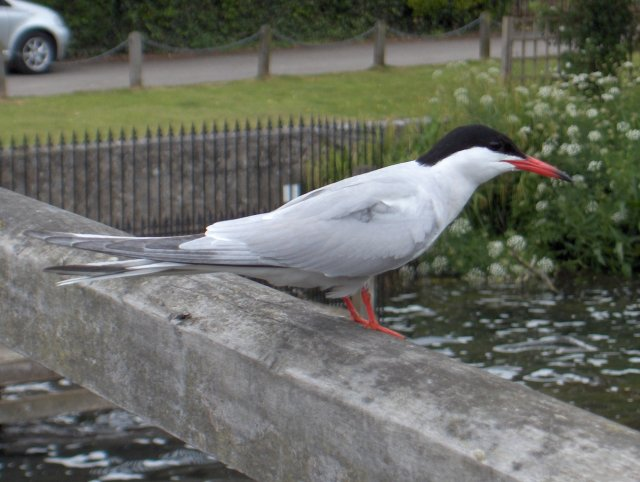
الخرشنة الشائعة على نهر التايمز في لندن.
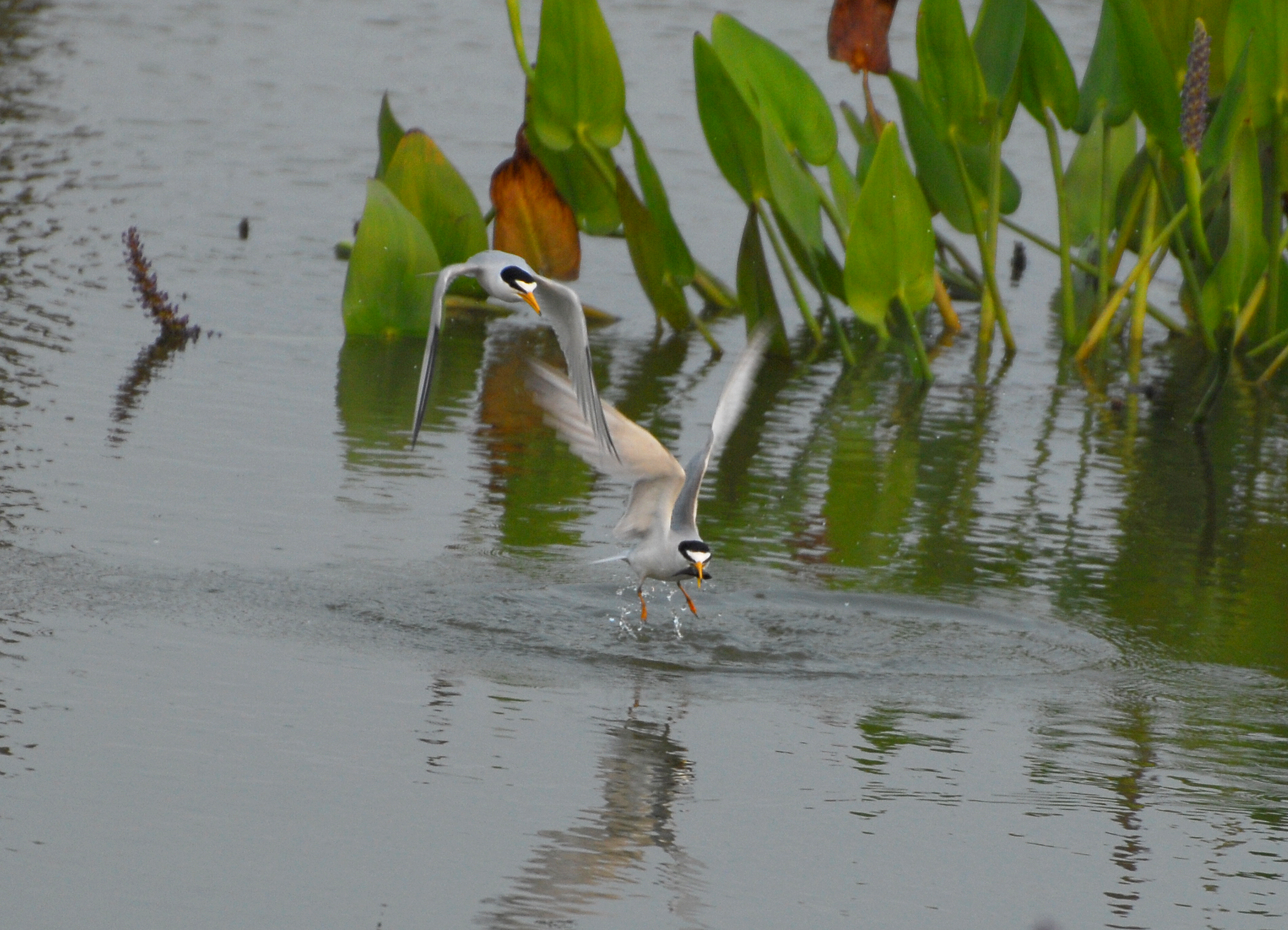
زوجا خرشنة في فترة التفريخ أحدهما قد اصطاد سمكة.
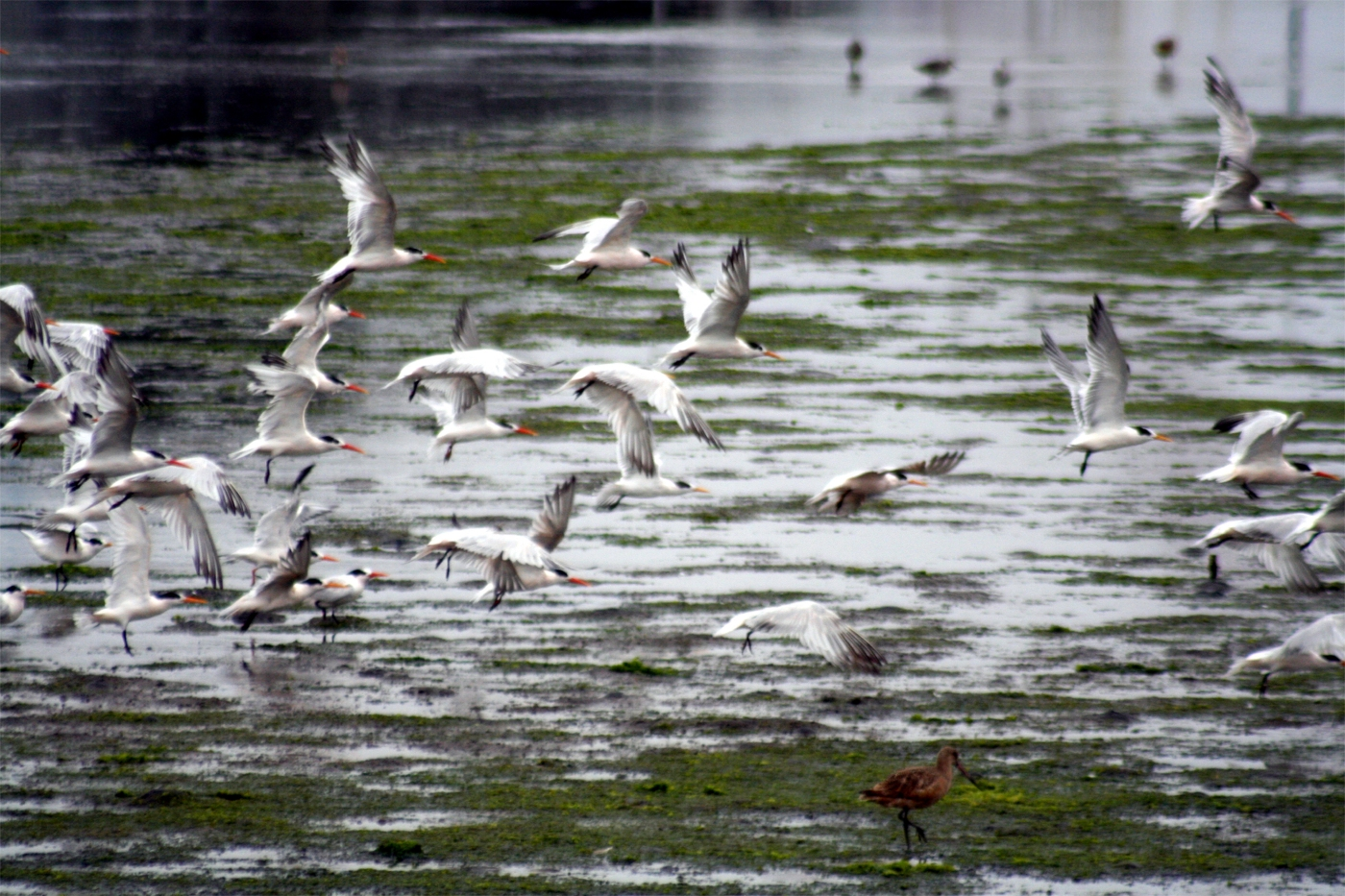
خرشنة في كاليفورنيا
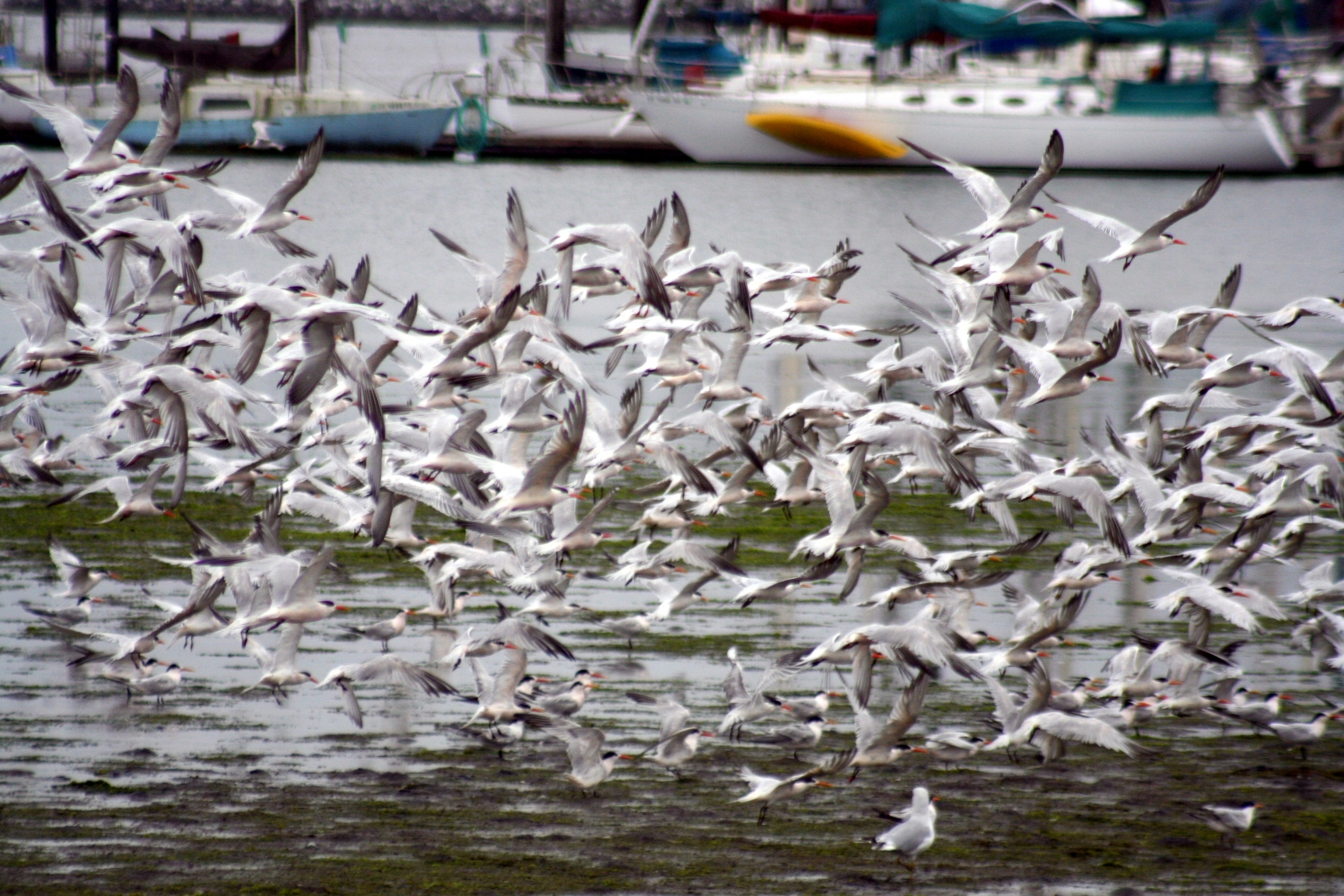
خرشنة في كاليفورنيا.

## وصلات خارجية
- الحيوان البري في البلاد العربية من الموسوعة العربية العالمية